# Gavin Meadows
Gavin Meadows (* 8. September 1977 in Leeds, England) ist ein ehemaliger britischer Schwimmer. Er war bei Weltmeisterschaften einmal Dritter auf der 50-Meter-Bahn und erschwamm zwei Silbermedaillen und eine Bronzemedaille auf der 25-Meter-Bahn. Bei Europameisterschaften erhielt er je eine Gold- und Silbermedaille auf der Langbahn. Hinzu kamen je zwei Silber- und Bronzemedaillen bei den Commonwealth Games.

## Karriere
Der 1,91 Meter große Gavin Meadows schwamm für den City of Leeds Swimming Club.
Im April 1997 fanden die Kurzbahnweltmeisterschaften in Göteborg statt. In der 4-mal-200-Meter-Freistilstaffel siegten die Australier vor den Schweden, die britische Staffel mit Paul Palmer, Andrew Clayton, Mark Stevens und James Salter gewann die Bronzemedaille vor dem deutschen Quartett. Meadows erhielt ebenfalls eine Bronzemedaille, da er im Vorlauf eingesetzt worden war. Im August bei den Europameisterschaften in Sevilla gewann die 4-mal-200-Meter-Freistilstaffel mit Paul Palmer, Andrew Clayton, Gavin Meadows und James Salter mit 0,28 Sekunden vor den Niederländern. Die 4-mal-100-Meter-Freistilstaffel mit Nick Shackell, James Salter, Gavin Meadows und Mark Foster verfehlte auf dem vierten Platz die Bronzemedaille um 0,33 Sekunden. Anfang 1998 bei den Weltmeisterschaften in Perth erschwamm die britische 4-mal-200-Meter-Freistilstaffel mit Paul Palmer, Gavin Meadows, Andrew Clayton und James Salter die Bronzemedaille hinter den Australiern und den Niederländern. Die 4-mal-100-Meter-Freistilstaffel mit Nick Shackell, James Salter, Michael Fibbens und Gavin Meadows belegte den siebten Platz. Als Fünfte erreichte die britische 4-mal-100-Meter-Lagenstaffel mit Neil Willey, Richard Maden, James Hickman und Gavin Meadows das Ziel. Bei den Commonwealth Games 1998 in Kuala Lumpur wurde Meadows über 100 Meter Freistil Dritter hinter den Australiern Michael Klim und Chris Fydler. Mit der 4-mal-200-Meter-Freistilstaffel und der Lagenstaffel erhielt Meadows die Silbermedaille, die 4-mal-100-Meter-Freistilstaffel wurde Dritte.
Im April 1999 bei den Kurzbahnweltmeisterschaften in Hongkong siegten in der 4-mal-200-Meter-Freistilstaffel die Niederländer vor Gavin Meadows, Sion Brinn, Paul Palmer und Edward Sinclair. Nick Shackell, Matthew Kidd, Sion Brinn und Gavin Meadows belegten als 4-mal-100-Meter-Freistilstaffel den vierten Platz. Ende Juli bei den Europameisterschaften in Istanbul belegte Meadows dreimal den sechsten Platz: Mit der 4-mal-100-Meter-Freistilstaffel, der 4-mal-100-Meter-Lagenstaffel und über 100 Meter Freistil. Das Rennen in der 4-mal-200-Meter-Freistilstaffel gewann die deutsche Mannschaft mit 0,28 Sekunden Vorsprung auf das britische Team mit Paul Palmer, Gavin Meadows, James Salter und Edward Sinclair. Im März 2000 wurden die Kurzbahnweltmeisterschaften in Athen ausgetragen. Meadows belegte mit der 4-mal-100-Meter-Freistilstaffel den sechsten Platz. In der 4-mal-200-Meter-Freistilstaffel erhielt er eine Silbermedaille für seinen Vorlaufeinsatz. Für die Olympischen Spiele 2000 in Sydney wurde Meadows nicht berücksichtigt und er zog sich vom internationalen Geschehen zurück. Vier Jahre später bei den Olympischen Spielen in Athen kam Meadows doch noch zu einem Olympiastart. Die britische 4-mal-200-Meter-Freistilstaffel mit Simon Burnett, Gavin Meadows, David O’Brien und Ross Davenport belegte den vierten Platz mit 0,77 Sekunden Rückstand auf die drittplatzierten Italiener. Im Vorlauf war David Carry für David O’Brien geschwommen.